# Громкий (эсминец, 1913)
«Громкий» — эскадренный миноносец типа «Счастливый», построенный по «Программе спешного усиления Черноморского флота» и принадлежавший к числу эскадренных миноносцев типа «Новик».

## История службы

### Служба в Российском Императорском флоте.
Зачислен в списке судов Черноморского флота 11 октября 1911 года. Заложен на стапеле Невского судостроительного завода в ноябре 1912 года, перезаложен на стапеле завода А. Ваддона в Херсоне 12 июля (или 30 сентября) 1913 года, спущен на воду 5 декабря 1913 года. В конце декабря 1914 года, после завершения швартовочных испытаний, перешёл из Николаева в Севастополь для окончательной достройки и приёмных испытаний. 21 апреля 1915 года «Громкий» был принят в состав 2-го дивизиона Минной бригады Черноморского флота.
Первый выход эсминца в боевой поход для перехвата и уничтожения кораблей противника состоялся 25-28 апреля 1915 года (в составе Черноморского флота выходил к Босфору). До завершения 1915 года в составе 2-го дивизиона «Громкий» совершил ещё 3 боевых похода к берегам Турции для обстрела побережья Угольного района, уничтожения турецких каботажных судов и выполнения минных постановок. В 1916 году корабль совершил 16 боевых походов для обстрела турецкого и румынского побережья, минных постановок, перевозок войск и охраны походов линейных кораблей и авиатранспортов. По результатам походов было уничтожено большое число турецких судов. В кампанию 1917 года «Громкий» совершил 4 боевых выхода на турецкие морские коммуникации.

### Служба во время Гражданской войны
16 декабря 1917 года «Громкий» вошёл в состав Красного Черноморского флота. После предъявления 25 апреля 1918 года советскому правительству германским командованием ультиматума о сдаче Черноморского флота, 29 апреля «Громкий» вместе с частью кораблей ЧФ ушёл из Севастополя в Новороссийск. 17 июня по решению советского правительства экипаж корабля во избежание захвата немецкими войсками затопил корабль в Цемесской бухте на глубине 42 метров (на траверзе мыса Мысхако, в 3 милях от Широкой балки). В 1947 году, при выполнении работ по разминированию Цемесской бухты эсминец был обнаружен лежащим на грунте на левом борту; был обследован водолазами. Из-за сильной коррозии корпуса, надстроек и механизмов подъём корабля для последующей утилизации был признан нецелесообразным и произведён не был.

## Командиры
- капитан 2 ранга, капитан 1 ранга Ф. О. Старк 2-й (23 декабря 1913 года — 11 сентября 1916 года);
- капитан 2 ранга Пчельников 1-й А. А. (11 сентября 1916 года — 1917 год);
- старший лейтенант Новаковский Н. А. (1918 год)[3].